# シンガポール人
シンガポール人（しんがぽーるじん、英語: Singaporeans）とは、シンガポール共和国の国民のことを指し、シンガポール島上に住んでいる固有民族だけを意味しない。

## 概要
シンガポールには多民族・多宗教を共存しており、さまざまな背景を持つ人がともに暮らしている。人口は比較的少ないものの、シンガポール人はビジネスなどの関係で世界中に広がっており、多くの国外在住者がいる。2019年の時点で総人口は4千万6200人、国外在住者は34万0751人で、そのうち21万7200人が外国に帰化せずシンガポール国籍を保有している。
19世紀のイギリス植民地の時代以前、マレー人の先住民のみがシンガポールに住んでいた。1819年、イギリスの南洋総督スタンフォード・ラッフルズ卿によって貿易港として設立され、シンガポール島の南海岸で「自由貿易」と「自由移民」の政策を始まってきた。とくに中国の広東省や福建省から多くな中国人が移住したことより、8年後の1827年になると既にいろんな民族がに集まっていた。それ以降、大量の中国人・インド人・アラブ人・アルメニア人・イギリス人・カナダ人の移民が貿易会社の工員として流入しつつ、彼らの後裔たちは現代シンガポールの人口に構成している。
人口は主に移民で構成されているため、シンガポール人のアイデンティティはほかの民族国家とは大きく異なり、アメリカやカナダ、台湾などの移民国家に近いと言える。また、各民族は主流人口の中華系移民に同化されないように、シンガポール政府は意図的に各国民の伝統を保護しようと努めている。シンガポールの子供たちは、幼少期から本民族の文化教育とシンガポールの愛国教育の両方を受けながら成長している。
シンガポール人の愛国心は本民族に対してではなく、国家そのものに対して形成されている。2017年のシンガポール人口政策研究所の調査によると、94.5％のシンガポール人が「シンガポール人としてのアイデンティティ」と「自分の民族としてのアイデンティティ」の両方を持っており、そのうち83％は「まずはシンガポール人、そのあとは本民族」を意識し、民族を優先する人はわずか4.2％にとどまっている。